# Ceratina mauritanica
Ceratina mauritanica är en biart som beskrevs av Amédée Louis Michel Lepeletier 1841. Ceratina mauritanica ingår i släktet märgbin, och familjen långtungebin. Inga underarter finns listade i Catalogue of Life.